# Liste der Baudenkmäler in Monschau-Stadt
Die Liste der Baudenkmäler in Monschau-Stadt enthält die denkmalgeschützten Bauwerke auf dem Gebiet der Stadt Monschau im Städteregion Aachen in Nordrhein-Westfalen (Stand: Oktober 2011). Diese Baudenkmäler sind in der Denkmalliste der Stadt Monschau eingetragen; Grundlage für die Aufnahme ist das Denkmalschutzgesetz Nordrhein-Westfalen (DSchG NRW).

| Bild                                       | Bezeichnung                                           | Lage                                         | Beschreibung | Bauzeit                                 | Eingetragen seit | Denkmal- nummer |
| ------------------------------------------ | ----------------------------------------------------- | -------------------------------------------- | --- | --------------------------------------- | ---------------- | --------------- |
| Ehem. Burgkommandantur                     | Ehem. Burgkommandantur                                | Auf dem Schloss 1 Karte                      | ehemaliges Wohnhaus des Burgkommandanten aus verputztem Bruchstein. Mehrachsiger zweigeschossiger Giebelbau mit einer offenen Loggia im Erdgeschoss, dem im 18. Jahrhundert ein zweigeschossiges Langhaus mit Satteldach und integrierten Dachgauben sowie einer Remise im Erdgeschoss rechtwinklig zum alten Kernhaus angebaut wurde. | 2. Hälfte 16. Jh.                       |                  | 251             |
| Ehem. Wachgebäude                          | Ehem. Wachgebäude                                     | Auf dem Schloss 2 Karte                      | Ehemaliges schmales Wachhaus, angelehnt an die Wehrmauer der Oberburg. Zweigeschossiges und vierachsiges Gebäude aus verputzten Bruchsteinen mit Stallungen und Mansarddach. | 1586                                    |                  | 331             |
| weitere Bilder                             | Schlosskapelle                                        | Auf dem Schloss 3 Karte                      | 1369 erbaut als „nuwe Capelle“ und geweiht den Heiligen Martin und Josef, der Turm diente einst als Wehrturm. 1550 und 1675 wurde der Kapellenbau restauriert, bis 1794 im Besitz der Schlossherren, seit 1810 dann in Privatbesitz und 1917 vom Maria-Hilf-Hospital erworben. 1983 erneut restauriert und zum Kommunikationszentrum für das benachbarte Altenheim konzipiert. | 1369                                    |                  | 4               |
| Burg Monschau                              | Burg Monschau                                         | Auf dem Schloss 4 Karte                      | Ersterwähnung um 1217, erbaut der Zuschreibung nach von Walram II., weiterer Ausbau im 14. Jh. und Festung der Grafen von Jülich. Um 1800 von den Franzosen als „Nationalgut“ eingezogen, später an Privatinvestoren verkauft. Ab Mitte 19. Jh. zunehmender Verfall, um 1900 durch die Rheinprovinz instand gesetzt und erneuert. Circa 1920 Umbau des Palas zur Jugendherberge, Innenhof eingerichtet als Veranstaltungsort u. a. seit 2000 für die „Monschau-Klassik“. 1971 diente die Burg als Verhüllungsprojekt des Künstlerehepaares Christo und Jeanne-Claude. | 12./13. Jh.                             |                  | 12              |
| weitere Bilder                             | Ehem. Burgkaserne „Altenheim“                         | Auf dem Schloss 5 Karte                      | Südwestlicher Block: fünfachsiges dreigeschossiges Gebäude mit Mansarddach, mittig halbrunder Turm mit Schweifhaube. Beim Umbau zum neuen „Maria-Hilf-Hospital“ im Jahr 1857/8 zunächst unverändert, erst nach der städtischen Übernahme im Jahr 1900 um drei giebelständige Achsen nach links und vier nach rechts verlängert, zwischen 1912 und 1914 Aufbau eines weiteren Obergeschoss im Dachbereich.. Beide Blocks wurden nach der Schließung des „Maria-Hilf-Hospitals“ im Jahr 1970 als Altenheim der nunmehrigen „Maria-Hilf-Stiftung“ umgerüstet. | 17. Jh.                                 |                  | 252             |
| weitere Bilder                             | Ehem. Burgkaserne „Altenheim“                         | Auf dem Schloss 5 Karte                      | Östlicher Block: langgestrecktes dreizehnachsiges zweigeschossiges Gebäude, dessen mittlere drei Achsen in Nachempfindung eines Wachturmes talseitig einen halbrunden Vorbau bilden. 1970 Ausbau des Dachs zum Mansarddach mit 18 Dachgauben. Beide Blocks wurden nach der Schließung des „Maria-Hilf-Hospitals“ im Jahr 1970 als Altenheim der nunmehrigen „Maria-Hilf-Stiftung“ umgerüstet. | 17. Jh.                                 |                  | 253             |
| Stützmauern                                | Stützmauern                                           | Auf den Planken Karte                        | |                                         |                  | 283             |
| Stützmauern                                | Stützmauern                                           | Auf den Planken Karte                        | |                                         |                  | 284             |
| Stützmauern                                | Stützmauern                                           | Auf den Planken Karte                        | |                                         |                  | 286             |
| Stützmauern                                | Stützmauern                                           | Auf den Planken Karte                        | |                                         |                  | 287             |
| Gartenpavillon                             | Gartenpavillon                                        | Auf den Planken Karte                        | in früheren Zeiten Teil der ehemaligen Scheiblerschen Gärten auf dem Sonntagsley |                                         |                  | 143             |
| Stützmauern                                | Stützmauern                                           | Auf den Planken 3 Karte                      | |                                         |                  | 285             |
| Gebäude                                    | Gebäude                                               | Auf den Planken 5 Karte                      | |                                         |                  | 85              |
| weitere Bilder                             | Gebäude „Villa Bellesief“                             | Auf den Planken 11 Karte                     | heute bekannt als Brückenvilla, Nutzung als Ferienhaus für gehobene Ansprüche |                                         |                  | 295             |
| Gebäude„Haus Flosdorff“                    | Gebäude „Haus Flosdorff“                              | Austraße 1 Karte                             | Das Haus diente zwischen 1716 und 1724 den Franziskaner-Minoriten-Mönchen als Unterkunft bis zu deren Einzug in das neu erbaute Aukloster. Danach Wohnhaus unter wechselnde Besitzer. Unter Karl Bortscheid wurde ab Ende des 19. Jh. erstmals eine Gaststätte im Haus eingerichtet, die die Familie Flosdorff als neue Besitzer ab dem Jahr 1904 weiterbetrieb und später zunächst in „Zur alten Klosterschänke“ und in neuerer Zeit als „Hotel Flosdorff“ umbenannte. | vor 1716                                |                  | 201             |
| Gebäude                                    | Gebäude                                               | Austraße 2 Karte                             | |                                         |                  | 218             |
| weitere Bilder                             | St. Mariä Empfängnis (Aukirche)                       | Austraße 3 Karte                             | Erbaut als Klosterkirche für die Minoriten im benachbarten „Aukloster“ um die seit 1714 (Grundsteinlegung 1712) bestehende Loretokapelle. In der Franzosenzeit wurde das Kloster säkularisiert und die Kirche zunächst als Filialkirche für St. Mariä Geburt, ab 1863 zur Pfarrkirche aufgewertet. In den Jahren 1922/23 Umgestaltung der Kirche und Bau des Kirchturmes, 1960 erneuter Um- und Ausbau als Querkirche nach Vorgaben der Liturgiereform. | 1751                                    |                  | 136             |
| Gebäude                                    | Gebäude                                               | Austraße 4 Karte                             | |                                         |                  | 229             |
| weitere Bilder                             | Minoritenkloster Monschau (Aukloster)                 | Austraße 5–7 Karte                           | Grundsteinlegung 1712 und Fertigstellung 1720 des Klosters für die Niederlassung der Minoriten. 1802 säkularisiert und Umbau als Schule und Amtsgebäude später auch als Heimatmuseum und zu Wohnzwecken. Nach Leerstand zwischen 1973 und 1987 Übernahme durch die LEG Immobilien, anschließend nach grundlegender Sanierung Nutzung als Wohn- und Veranstaltungsgebäude und mittlerweile im Besitz der Stadt Monschau. | 1720                                    |                  | 15              |
| weitere Bilder                             | Gebäude Fotografie Forum der Städteregion Aachen      | Austraße 9 Karte                             | Haus diente bis Ende des 20. Jahrhunderts unter anderen als Grundschule, Finanzamt und Asylbewerberheim. Nach Grundsanierung seit 2002 eingerichtet als „Kunst- und Kulturzentrum“, seit 2020 spezialisiert zum musealen „Fotografie Forum der StädteRegion Aachen“. | um 1870                                 |                  | 395             |
| Gebäude„Bischof-Vogt-Haus“                 | Gebäude „Bischof-Vogt-Haus“                           | Bergstraße 1 Karte                           | 1896 vom Aachener Verein zur Beförderung der Arbeitsamkeit erbautes Gebäude, diente zunächst als Sparkassengebäude mit Kindergarten, 1901 erweitert, 1922 von der Landesbank der Rheinprovinz übernommen und ab 1930 Sitz der Hauptstelle der Kreissparkasse Monschau. 1958 erfolgte ein weiterer Anbau Richtung Holzmarkt, 1969 Umzug der Kreissparkasse in die Laufenstraße 42, dem vormaligen Ursulinenkloster Monschau. Seit Dezember 1972 nutzte die katholische Pfarrgemeinde Monschau das nach Bischof Joseph Vogt umbenannte Gebäude als Jugend- und Gemeindezentrum. 2018 Verkauf an und Umbau durch die „Tahir GmbH“ zu einem Drei-Sterne-Hotel. | 1896                                    |                  | 51              |
| Gebäude                                    | Gebäude                                               | Bergstraße 5 Karte                           | |                                         |                  | 157             |
| Wohnhaus undTrockenbruchsteinmauer         | Wohnhaus und Trockenbruchsteinmauer                   | Bergstraße 6 Karte                           | Direktorenhaus der ehemaligen Seidenfabrik |                                         |                  | 303             |
| Gebäude                                    | Gebäude                                               | Bergstraße 7 Karte                           | |                                         |                  | 264             |
| Gebäude                                    | Gebäude                                               | Bergstraße 9 Karte                           | |                                         |                  | 265             |
| Gebäude                                    | Gebäude                                               | Bergstraße 11 Karte                          | |                                         |                  | 230             |
| weitere Bilder                             | Gebäude                                               | Burgau 1 Karte                               | |                                         |                  | 11              |
| weitere Bilder                             | Gebäude „Dampfkesselhaus“                             | Dreistegen 1 Karte                           | Kesselhaus für zwei Dampfkesseln der ehemaligen Kunstwollfabrik F. J. Scheibler. 1984 wurde die Fabrik aufgelöst und später das Kesselhaus zum Künstleratelier mit Privatwohnung umgebaut. | 1900                                    |                  | 365             |
| Gebäude                                    | Gebäude                                               | Eschbachstraße 9 Karte                       | |                                         |                  | 206             |
| weitere Bilder                             | Gebäude                                               | Eschbachstraße 11 Karte                      | |                                         |                  | 206             |
| Gebäude                                    | Gebäude                                               | Eschbachstraße 13 Karte                      | |                                         |                  | 156             |
| Gebäude                                    | Gebäude                                               | Eschbachstraße 15 Karte                      | |                                         |                  | 148             |
| Gebäude                                    | Gebäude                                               | Eschbachstraße 17 Karte                      | |                                         |                  | 207             |
| Gebäude                                    | Gebäude                                               | Eschbachstraße 19 Karte                      | |                                         |                  | 244             |
| Gebäude                                    | Gebäude                                               | Eschbachstraße 21 Karte                      | |                                         |                  | 205             |
| Gebäude                                    | Gebäude                                               | Eschbachstraße 23–25 Karte                   | |                                         |                  | 131             |
| Gebäude                                    | Gebäude                                               | Eschbachstraße 27 Karte                      | |                                         |                  | 130             |
| Gebäude                                    | Gebäude                                               | Eschbachstraße 29 Karte                      | |                                         |                  | 216             |
| Gebäude                                    | Gebäude                                               | Eschbachstraße 31 Karte                      | |                                         |                  | 50              |
| Gebäude„Haus Jouck“                        | Gebäude „Haus Jouck“                                  | Eschbachstraße 33 Karte                      | erbaut von Peter Wilhelm Schmitz (1752–1819), Geschäftsführer der Tuchfabrik „Peter Schmitz & Söhne“ auf dem Schmitzenhof, für wohlhabende Kaufleute und Fabrikanten, mehrere Besitzerwechsel, zwischen 1911 und 2021 im Besitz der Familie Jouck, nach denen das Haus seinen Namen erhielt. Anschließend Umbau zu Ferienwohnungen. | Ende 18. Jh.                            |                  | 168             |
| Gebäude                                    | Gebäude                                               | Eschbachstraße 35 Karte                      | |                                         |                  | 51              |
| Gebäude                                    | Gebäude                                               | Eschbachstraße 43 Karte                      | |                                         |                  | 328             |
| Tonnengewölbe                              | Tonnengewölbe                                         | Eschbachstraße 45 Karte                      | |                                         |                  | 328             |
| weitere Bilder                             | Gebäude „Haus Barkhausen“                             | Eschbachstraße 51–53 Karte                   | erbaut von Arnold Christian Scheibler (1745–1824), Neffe von Johann Heinrich Scheibler, dem Erbauer des Roten Hauses. Um 1820 Bau des Kutscherhauses (Haus.Nr. 51), diente ursprünglich der Unterkunft der Kutscherfamilie der im „Haus Barkhausen“ wohnhaften Tuchmacherfamilie. 1882 erbte Alfred Barkhausen (1839–1908), verwandt mit der Fam. Scheibler, das Haus, das sich weiterhin im Besitz seiner Nachkommen befindet. Heutzutage (2024) sind Haupthaus und Kutscherhaus als Ferienwohnungen eingerichtet. | 1785 (Haupthaus) um 1820 (Kutscherhaus) |                  | 226             |
| Gebäude                                    | Gebäude                                               | Eschbachstraße 55 Karte                      | |                                         |                  | 239             |
| Gebäude                                    | Gebäude                                               | Eschbachstraße 57 Karte                      | |                                         |                  | 167             |
| weitere Bilder                             | Gebäude                                               | Eschbachstraße 2 Karte                       | |                                         |                  | 120             |
| weitere Bilder                             | Gebäude „Zum Haller“                                  | Eschbachstraße 4 Karte                       | |                                         |                  | 80              |
| Gebäude                                    | Gebäude                                               | Eschbachstraße 6 Karte                       | |                                         |                  | 142             |
| Gebäude                                    | Gebäude                                               | Eschbachstraße 8 Karte                       | |                                         |                  | 28              |
| Gebäude                                    | Gebäude                                               | Eschbachstraße 10 Karte                      | |                                         |                  | 212             |
| Gebäude                                    | Gebäude                                               | Eschbachstraße 12 Karte                      | |                                         |                  | 141             |
| Gebäude                                    | Gebäude                                               | Eschbachstraße 14 Karte                      | |                                         |                  | 144             |
| Gebäude                                    | Gebäude                                               | Eschbachstraße 16 Karte                      | |                                         |                  | 137             |
| Gebäude                                    | Gebäude                                               | Eschbachstraße 18 Karte                      | |                                         |                  | 147             |
| Gebäude                                    | Gebäude                                               | Eschbachstraße 20 Karte                      | |                                         |                  | 119             |
| Gebäude                                    | Gebäude                                               | Eschbachstraße 22 Karte                      | |                                         |                  | 293             |
| weitere Bilder                             | Gebäude „Elbershof“                                   | Eschbachstraße 30 Karte                      | dreiflügelige Anlage mit Wohn- und Werkstatträumen. Errichtet von dem Feintuchfabrikanten Markus Martin Bauer als Wollwäscherei und Färberei. 1804 Verkauf der Anlage an Johann Heinrich Elbers (1764–1840), Schwiegersohn von Paul Scheibler. Zwischen 1842 und 1886 weitere Ausbaustufen, Mitte der 1970er Jahre grundlegend saniert worden und umgebaut zu Ferienwohnungen. Dazu gehörend das Elberssche Kontorhaus, Rosenthal 2 | 1778                                    |                  | 113             |
| Wohnhaus und Trockenbruchsteinmauern       | Wohnhaus und Trockenbruchsteinmauern                  | Eschbachstraße 32 Karte                      | |                                         |                  | 60              |
| Brücke                                     | Brücke                                                | Herbert-Isaac-Straße Karte                   | |                                         |                  | 23              |
| Trockenbruchsteinmauern                    | Trockenbruchsteinmauern                               | Herbert-Isaac-Straße 16 Karte                | |                                         |                  | 316             |
| Gebäude                                    | Gebäude                                               | Herbert-Isaac-Straße 16 Karte                | |                                         |                  | 256             |
| Gebäude                                    | Gebäude                                               | Herbert-Isaac-Straße 18 Karte                | |                                         |                  | 213             |
| Pumpe mit gusseisernem Schaft              | Pumpe mit gusseisernem Schaft                         | Holzmarkt vor 3–5 Karte                      | |                                         |                  | 17              |
| Gebäude                                    | Gebäude                                               | Holzmarkt 3 „Haus der Stadtgeschichte“ Karte | Gemeinsame Nutzung mit Nummer 5 als Doppelhauses als Amtshaus der Jülicher Amtmänner, später Wohnhaus und seit Juni 2010 Sitz des Stadtarchivs der Stadt Monschau | 1663                                    |                  | 106             |
| Gebäude                                    | Gebäude                                               | Holzmarkt 5 „Haus der Stadtgeschichte“ Karte | Gemeinsame Nutzung mit Nummer 3 als Amtshaus der Jülicher Amtmänner, später Wohnhaus und seit Juni 2010 Sitz des Stadtarchivs der Stadt Monschau | 1663                                    |                  | 249             |
| Gebäude                                    | Gebäude                                               | Holzmarkt 7 Karte                            | |                                         |                  | 97              |
| Gebäude                                    | Gebäude                                               | Holzmarkt 9 Karte                            | erbaut als Wohn‐, Fabrik‐ und Farbhaus nebst Wollspülhaus von der „Tuchfirma M. P. W. Troistorff“ (Matthias Peter Wolfgang Troistorff (1737–1784)), die im gegenüber liegenden „Haus Troistorff“ ihren Hauptsitz hatte. Mehrere Besitzerwechsel, nach 1918 umgebaut zu reinem Wohnhaus, heute (2024) Tagungshaus mit Ferienwohnungen | 1780                                    |                  | 29              |
| Gebäude                                    | Gebäude                                               | Holzmarkt 2–4 Karte                          | |                                         |                  | 183             |
| Gebäude                                    | Gebäude                                               | Holzmarkt 6 Karte                            | |                                         |                  | 169             |
| Gebäude                                    | Gebäude                                               | Holzmarkt 8 Karte                            | |                                         |                  | 107             |
| Gebäude                                    | Gebäude                                               | Holzmarkt 10 Karte                           | |                                         |                  | 13              |
| Gebäude„Haus Sories“                       | Gebäude „Haus Sories“                                 | Holzmarkt 12 Karte                           | benannt nach dem Besitzer Josef Sories, der das Haus 1884 erwarb und dort eine Bäckerei und eine Gastwirtschaft betrieb. Das Haus blieb bis ca. 1970 im Besitz der Familie Sories und diente bis vor kurzem als Wohnhaus. | Anf. 19. Jh.                            |                  | 151             |
| Gebäude                                    | Gebäude                                               | Holzmarkt 14–16 Karte                        | |                                         |                  | 196             |
| Gebäude                                    | Gebäude                                               | Holzmarkt 18 Karte                           | |                                         |                  | 103             |
| Gebäude„Auszeit“                           | Gebäude „Auszeit“                                     | Holzmarkt 20 Karte                           | direkt an einem alten Mühlenteich gelegen diente es ursprünglich als Wohn- und Wirkungsstätte für Weberfamilien, später Schmiede und Brauerei, zwischen 2018 und 2020 Umbau zum Ferienhaus und auf den Namen „Auszeit“ getauft. | um 1700                                 |                  | 53              |
| Gebäude                                    | Gebäude                                               | Im Städtchen 1 Karte                         | |                                         |                  | 185             |
| weitere Bilder                             | Gebäude                                               | Im Städtchen 3 Karte                         | |                                         |                  | 240             |
| Gebäude                                    | Gebäude                                               | Im Städtchen 7 Karte                         | |                                         |                  | 312             |
| Gebäude                                    | Gebäude                                               | Im Städtchen 9 Karte                         | |                                         |                  | 129             |
| Gebäude                                    | Gebäude                                               | Im Städtchen 11 Karte                        | |                                         |                  | 182             |
| Gebäude                                    | Gebäude                                               | Im Städtchen 13 Karte                        | |                                         |                  | 128             |
| Gebäude„Altes evangelisches Pfarrhaus“     | Gebäude „Altes evangelisches Pfarrhaus“               | Kirchstraße 1 Karte                          | Das erste evangelische Pfarrhaus, erworben um 1787 vom Pfarrer Maximilian Friedrich Scheibler. Diente bis 1844 als Pfarrhaus, wurde dann zunächst einem Hufschmid verkauft und kam schließlich um 1920 im Besitz des Senf- und Limonadenherstellers Emil Breuer, dessen Nachkommen weiterhin Eigentümer des Hauses sind. | Ende 18. Jh.                            |                  | 135             |
| Gebäude                                    | Gebäude                                               | Kirchstraße 3 Karte                          | |                                         |                  | 74              |
| Gebäude„Haus Vecquerey“                    | Gebäude „Haus Vecquerey“                              | Kirchstraße 5 Karte                          | |                                         |                  | 220             |
| Gebäude                                    | Gebäude                                               | Kirchstraße 7 Karte                          | |                                         |                  |                 |
| Gebäude                                    | Gebäude                                               | Kirchstraße 9 Karte                          | |                                         |                  | 54              |
| Gebäude                                    | Gebäude                                               | Kirchstraße 11 Karte                         | |                                         |                  | 109             |
| Gebäude                                    | Gebäude                                               | Kirchstraße 13 Karte                         | |                                         |                  | 215             |
| Gebäudelinker Haustrakt                    | Gebäude linker Haustrakt                              | Kirchstraße 15 Karte                         | |                                         |                  | 111             |
| Gebäuderechter Haustrakt                   | Gebäude rechter Haustrakt                             | Kirchstraße 17 Karte                         | |                                         |                  | 237             |
| Gebäude                                    | Gebäude                                               | Kirchstraße 19 Karte                         | |                                         |                  | 262             |
| weitere Bilder                             | Gebäude „Haus Vogt“                                   | Kirchstraße 21–23 Karte                      | erbaut von dem Handwerksmeister Übach, ein Mitglied der groben Gewandschaft, die sogenannte Base, die meist einfache Tuche aus Schafswolle produzierte. Ab 1870 in Besitz des Bürgermeisters Philipp Vogt, Vater des Bischofs Joseph Vogt. Das nach der Familie Vogt benannte Gebäude dient heute als Mehrfamilienhaus. | Ende 18. Jh.                            |                  | 96              |
| Gebäude                                    | Gebäude                                               | Kirchstraße 25 Karte                         | |                                         |                  | 81              |
| Gebäudelinker Haustrakt                    | Gebäude linker Haustrakt                              | Kirchstraße 27 Karte                         | |                                         |                  | 117             |
| Gebäuderechter Haustrakt                   | Gebäude rechter Haustrakt                             | Kirchstraße 29 Karte                         | |                                         |                  | 132             |
| Gebäude                                    | Gebäude                                               | Kirchstraße 31 Karte                         | |                                         |                  | 274             |
| Gebäude„Haus Rolshausen“                   | Gebäude „Haus Rolshausen“                             | Kirchstraße 33 Karte                         | erbaut vom Herzoglich-Jülichschen Amtmann in Monschau Christoph von Rolshausen, dem Jüngeren, in dessen Familie es bis ca. 1676 verblieb, anschließend wechselnde Besitzer. Vorübergehend von 1710 bis 1716 Quartier der ersten Ursulinen vor dem Bau des Ursulinenklosters. 1894 Verkauf des Hauses an das „Maria-Hilf-Stift“, das ihm den Namen „Josefshaus“ gab. In der ersten Hälfte des 20. Jh. verfiel das Haus zusehends, 1960 Verkauf an den Aachener Architekten Matthias Debeur, der es im alten Stil renoviert und zu einem Hotel umgebaut hat, seitdem in Privatbesitz. | 1597                                    |                  | 27              |
| Gebäude                                    | Gebäude                                               | Kirchstraße 35 Karte                         | |                                         |                  | 200             |
| Gebäude                                    | Gebäude                                               | Kirchstraße 37 Karte                         | |                                         |                  | 197             |
| Gebäude                                    | Gebäude                                               | Kirchstraße 39 Karte                         | |                                         |                  | 88              |
| Gebäude                                    | Gebäude                                               | Kirchstraße 43 Karte                         | |                                         |                  | 100             |
| Gebäude                                    | Gebäude                                               | Kirchstraße 45 Karte                         | |                                         |                  | 203             |
| Gebäude                                    | Gebäude                                               | Kirchstraße 47 Karte                         | |                                         |                  | 202             |
| Gebäude                                    | Gebäude                                               | Kirchstraße 49 Karte                         | |                                         |                  | 217             |
| Gebäude„Altes Rathaus Monschau“            | Gebäude „Altes Rathaus Monschau“                      | Kirchstraße 2 Karte                          | Inschrift über der Haustüre „Deus protector meus 1654“, gehört bautechnisch zum Haus Kirchstraße 4. Bis 1794 Sitz der Stadtverwaltung, anschließend bis 1822 Nutzung als Wohnraum. Danach diente es als Dienstraum für den Nachtwächter und die Stadtwache. 1836 Verkauf an Privatleute, weiterhin mehrere Besitzerwechsel, Nutzung u. a. als Schankwirtschaft. 2018 kernsaniert und mit Haus Nr. 4 verbunden, heutige (2024) Nutzung für Event- und Seminarmöglichkeiten nebst Gästezimmern bzw. für Büro- und Wohnungen. | 1654                                    |                  | 92              |
| Gebäude                                    | Gebäude                                               | Kirchstraße 4 Karte                          | Gefängnis der Stadt Monschau bis 1815, Inschrift: „Deus protector meus 1665“, gehört bautechnisch zum Haus Kirchstraße 2. Verkauf an Privatleute im Jahr 1836, Gefängnisruine wurde teilweise abgerissen und das Haus zu einem Wohnhaus umgebaut. Mehrere Besitzerwechsel und Nutzung u. a als Schreinerei. 2018 kernsaniert und mit Haus Nr. 2 verbunden, heutige (2024) Nutzung für Event- und Seminarmöglichkeiten nebst Gästezimmern bzw. für Büros und Wohnungen. | 1665                                    |                  | 93              |
| Gebäude                                    | Gebäude                                               | Kirchstraße 6 Karte                          | erbaut von Michil aus Ameln und gehört damit zu den ältesten Häusern Monschaus. Inschrift im Türsturz belegt die Eheleute Johann Peter Schloesser und Maria Catharina Langerberg im Jahr 1736 als Bewohner des Hauses. Das Haus war und wird durchgehend als Wohnhaus genutzt. | 1655                                    |                  | 91              |
| Gebäude                                    | Gebäude                                               | Kirchstraße 8 Karte                          | |                                         |                  | 235             |
| Gebäude                                    | Gebäude                                               | Kirchstraße 10 Karte                         | |                                         |                  | 223             |
| Gebäude                                    | Gebäude                                               | Kirchstraße 12 Karte                         | |                                         |                  | 236             |
| Gebäude                                    | Gebäude                                               | Kirchstraße 14 Karte                         | |                                         |                  | 18              |
| Gebäude                                    | Gebäude                                               | Kirchstraße 18 Karte                         | |                                         |                  | 186             |
| Gebäude                                    | Gebäude                                               | Kirchstraße 20 Karte                         | |                                         |                  | 10              |
| weitere Bilder                             | Pfarrkirche St. Mariä Geburt                          | Kirchstraße 22 Karte                         | Erste Pfarrkirche der Gemeinde, erbaut im Auftrag der Prämonstratenserpatres des ehemaligen Klosters Reichenstein. Schmuckloser Saalbau aus rohem Bruchsteinmauerwerk. Im 17. und 18. Jh. erwarb die Kirche Ausstattungsstücke aus verschiedenen anderen Kirchen wie dem Kloster Reichenstein und dem Trappistenkloster Mariawald. Der silbervergoldete Schrein mit der Reliquie des hl. Liberatus, Katakombenheiliger und Stadtpatron, wurde 1769 von Anton Reuter angefertigt. Von 1969 bis 1978 wurde die Kirche von Grund auf restauriert und 1998 erhielt der Chorraum einen neuen Zelebrationsaltar und einen Ambo aus schwarzem Marmor. | 1649 bis 1650                           |                  | 134             |
| weitere Bilder                             | Gebäude „Haus zum Turm“                               | Kirchstraße 32 Karte                         | „Hetzinger Hof“, Name des Lehnsguts und ältestes Haus Monschaus. Mächtiges aus massiven Bruchsteinen erbautes Burghaus, an welches sich das nach 1700 abgerissene Stadttor, „Achter Pforte“ oder später auch als „Luxemburger Pforte“ genannt, in Richtung Rur anlehnte. Mehrfach wechselnde Bewohner nutzten es bis 1815 als Lehnsgut. Um 1790 Umbau als dreigeschossiger Wohnturm. Der Gebäudekomplex war von 1815 bis 1958 in Besitz der Familie Scheibler, danach erwarb ihn der Architekt Helmut Müller, der in dem Garten einen Minigolfplatz angelegt hatte. Heute (2024) Wohnhaus, in das die Kunstsammlung Beumers mit ihrer Besitzerin eingezogen ist. | 1351                                    |                  | 112             |
| weitere Bilder                             | Evangelische Stadtkirche Monschau                     | Laufenstraße Karte                           | Die Kirche wurde mit Hilfe einer Stiftung durch Johann Heinrich Scheibler sowie nach dem Toleranzpatent von 1781 durch Joseph II. und der Genehmigung durch Kurfürst Karl Theodor von Pfalz und Bayern im Jahr 1787 erbaut und am 16. August 1789 eingeweiht. Unverputzter, rechteckiger Bruchstein-Saalbau mit Blausteineinfassungen und abgeschrägten Chorecken im Südwesten. In die nordöstliche Schmalseite ist ein viergeschossiger Turm hälftig eingebaut. Innen protestantische Kirchenarchitektur mit typischen Kennzeichen eines zentralisierten Predigtsaales. | 1787–1789                               |                  | 57              |
| Gebäude„Burg Hotel“                        | Gebäude „Burg Hotel“                                  | Laufenstraße 1 Karte                         | anfangs in Besitz von Bernhard Troistorff (* 1773), seit 1829 Gastwirtschaft, um die Jahrhundertwende Hotel, 1902 Anbau einer Veranda, wurde Ende des 20. Jh. durch einen Anbau ersetzt. |                                         |                  | 115             |
| Gebäude                                    | Gebäude                                               | Laufenstraße 7 Karte                         | Geburtshaus der Familie Breuer, den Begründern und Inhabern der Senfmühle Monschau, heute (2024) Wohn- und Ferienhaus |                                         |                  | 315             |
| Gebäude                                    | Gebäude                                               | Laufenstraße 9 Karte                         | |                                         |                  | 99              |
| Gebäude                                    | Gebäude                                               | Laufenstraße 13 Karte                        | bestand ursprünglich aus zwei Gebäuden, diente bis 1842 als Tuchfabrik und Färberei, darunter um 1647 in Besitz des Tuchfabrikanten Paul Offermann, ab 1765 in Besitz der Familie Scheibler. Nach Umbau unterschiedliche Verwendungen, darunter von 1853 bis 1856 als Sitz des Landratsamtes, von 1879 bis 1886 als Geschäftsstelle des Monschauer Stadt- und Landboten, von 1887 bis 1940 als Hotel zur Post, danach als Sitz des Arbeitsamtes des Kreises Monschau und ab 1967 als Wohn- und Geschäftshaus mit Ferienwohnungen. | 18. Jh.                                 |                  | 86              |
| Gebäude                                    | Gebäude                                               | Laufenstraße 21 Karte                        | |                                         |                  | 190             |
| weitere Bilder                             | Gebäude                                               | Laufenstraße 23 Karte                        | |                                         |                  | 267             |
| Gebäude                                    | Gebäude                                               | Laufenstraße 25 Karte                        | |                                         |                  | 248             |
| Gebäude                                    | Gebäude                                               | Laufenstraße 29 Karte                        | |                                         |                  | 153             |
| Gebäude                                    | Gebäude                                               | Laufenstraße 31 Karte                        | |                                         |                  | 272             |
| Gebäude                                    | Gebäude                                               | Laufenstraße 33 Karte                        | |                                         |                  | 164             |
| Gebäude                                    | Gebäude                                               | Laufenstraße 35 Karte                        | |                                         |                  | 5               |
| weitere Bilder                             | Gebäude „Gelbes Haus“ „Neues evangelisches Pfarrhaus“ | Laufenstraße 2 Karte                         | diente anfangs als Produktionsstätte für Tuchmacherfamilien, durch Ausbau und Trennung in zwei Teile im 18. Jh. (belegt 1794) als Haus-Nummer 2 und 4 wurde das Gebäude umfassend umstrukturiert und als repräsentativer Wohnblock umgebaut. Dabei wurde das Eckhaus Laufenstraße Nr. 2/Rurstraße 18 ab 1844 als neues evangelisches Pfarrhaus eingerichtet, nachdem das alte Pfarrhaus Kirchstraße 1 verkauft worden war. | Anf. 17. Jh.                            |                  | 49              |
| Gebäude                                    | Gebäude                                               | Laufenstraße 4 Karte                         | bis zur baulichen Trennung von Haus-Nummer 2 gleiche Geschichte, danach durchweg repräsentatives Wohnhaus. | Anf. 17. Jh.                            |                  | 234             |
| weitere Bilder                             | Gebäude „Tuchschererhaus“                             | Laufenstraße 6 Karte                         | erbaut durch Friedrich Jacob Scheibler (1774–1834), Enkel von Johann Heinrich Scheibler, diente als Färberei und Schererei für die Tuchfabrik Scheibler, Ronsdorff, Rahlbeck & Co. Von 1839 bis 1883 eingerichtet als Spinnerei für die Firma J. H. Elbers auf dem Elbershof, danach im Besitz der Stadt. Zunächst ab 1886 Sitz des Postamtes, 1932 des Heimatmuseums und von 1933 bis 1944 der Kreisleitung der NSDAP, der Deutschen Arbeitsfront (DAF) und der NS-Volkswohlfahrt. Nach dem Zweiten Weltkrieg Verwaltungssitz der Briten, danach Kreisgesundheitsamt und Notariat. In den 1990er Jahren umgebaut zu Wohnungseinheiten mit Ausstellungs- und Geschäftsräumen. Es ist neben dem Elbersschen Kontorhaus eines der beiden erhaltenen städtischen Häuser mit einer Bohlenbinderdachkonstruktion. | 1815                                    |                  | 19              |
| weitere Bilder                             | Rotes Haus                                            | Laufenstraße 8–10 Karte                      | erbaut von dem Tuchfabrikanten Johann Heinrich Scheibler, erhielt seinen Namen wegen des roten Fassadenanstrichs. Linker Teil mit dem Eingang „Zum goldenen Helm“ wurde überwiegend als Wohnhaus genutzt, rechter Teil mit dem Eingang „Zum Pelikan“ diente unter anderem als Kontor, Lager und Arbeitsstätte. Heute im Besitz der Stiftung Scheibler-Museum Rotes Haus und ist als Bestandteil der Wollroute eingerichtet als Museum. | 1752–1768                               |                  | 75              |
| weitere Bilder                             | Haus Troistorff                                       | Laufenstraße 18 Karte                        | erbaut vom Tuchfabrikanten Matthias Peter Wolfgang Troistorff (1737–1784) im Stil Louis-seize, von dem es seinen Namen erhielt. Es wurde anfangs Jakob Couven zugeschrieben, ist aber nach neuesten Erkenntnissen eher unwahrscheinlich. 1834 erwarb der Fabrikant Johann Arnold Sauerbier (1798–1878) das Haus und 1895 der Kreis Monschau, der dort zeitweilig das Landratsamt einrichtete. Später erwarb es die Städteregion Aachen und nutzt es seitdem für Empfänge, Tagungen oder Hochzeiten. | 1783                                    |                  | 90              |
| Gebäude                                    | Gebäude                                               | Laufenstraße 24 Karte                        | |                                         |                  | 290             |
| Gebäude                                    | Gebäude                                               | Laufenstraße 26 Karte                        | |                                         |                  | 258             |
| Gebäude                                    | Gebäude                                               | Laufenstraße 28 Karte                        | |                                         |                  | 127             |
| Gebäude                                    | Gebäude                                               | Laufenstraße 30 Karte                        | |                                         |                  | 332             |
| Gebäude                                    | Gebäude                                               | Laufenstraße 34 Karte                        | |                                         |                  | 220             |
| Gebäude                                    | Gebäude                                               | Laufenstraße 36 Karte                        | Restaurant „Kaiser Karl“ |                                         |                  | 184             |
| weitere Bilder                             | Gebäude „Amtsgericht Monschau“                        | Laufenstraße 38 Karte                        | Zum Bau mussten zwei benachbarte Vorgängerbauten abgerissen und der Laufenbach unter dem Neubau durchgeführt werden. Von Anfang an bis heute (2024) Sitz des Monschauer Amtsgerichtes, zuständig für die Stadt Monschau und die Gemeinde Simmerath. | 1899–1901                               |                  | 391             |
| Gebäude                                    | Gebäude                                               | Laufenstraße 40 Karte                        | |                                         |                  | 87              |
| weitere Bilder                             | Gebäude Ursulinenkloster Monschau                     | Laufenstraße 42–46 Karte                     | erbaut für die Ursulinen, Mauerwerk aus Monschauer Bruchstein, Gewände aus Nideggener Buntsandstein und mit Dachschiefer aus Gey. Diente mit diversen Unterbrechungen als Höhere Töchterschule mit Internat sowie von 1827 bis 1932 als Mädchen-Elementarschule und von 1921 bis 1959 als katholischer Kindergarten. Danach Übernahme durch die Kreissparkasse Monschau, Kernsanierung in den Jahren 1968/1969, später in Besitz der Sparkasse Aachen, die 2021 den hinteren Gebäudetrakt zugunsten eines neuen Parkhauses abreißen ließ. Von der ursprünglichen Klosteranlage sind nur noch die zum Teil stark veränderten Außenwände und die Dachform erhalten. Nutzung des historischen Altbaus weiterhin als Filiale der Sparkasse Aachen mit dem Sparkassenmuseum und als Wohnhaus | 1715–1718                               |                  | 177             |
| Gebäude                                    | Gebäude                                               | Laufenstraße 48 Karte                        | |                                         |                  | 178             |
| Gebäude                                    | Gebäude                                               | Laufenstraße 50 Karte                        | |                                         |                  | 179             |
| Gebäude                                    | Gebäude                                               | Laufenstraße 52 Karte                        | |                                         |                  | 180             |
| Gebäude                                    | Gebäude                                               | Laufenstraße 54 Karte                        | |                                         |                  | 180             |
| Gebäude                                    | Gebäude                                               | Laufenstraße 60 Karte                        | |                                         |                  | 246             |
| Gebäude                                    | Gebäude                                               | Laufenstraße 76 Karte                        | Polizeidienststelle |                                         |                  | 392             |
| weitere Bilder                             | Gebäude Spinnereigebäude Wiesenthal „Achat Hotel“     | Laufenstraße 82 Karte                        | Spinnereigebäude der Firma „M. P. W. Troistorff – Wiesenthal“. Viergeschossiges Gebäude in vier zu elf Achsen sowie ein doppelstöckiges Dachgeschoss mit zahlreichen Dachgauben und einem Kragträger für den Flaschenzug. 1834 Übernahme durch Ferdinand Detro, der 1843 dort die erste Dampfmaschine Monschaus installieren ließ. Später mehrere Besitzerwechsel, in den 1950er-Jahren Übernahme durch die Stadt Monschau. Zwischen 1985 und 1988 Sitz des Musik-Museums Monschau. Danach Umbau zu einem Restaurant mit Festsaal, 1990 ausgebaut zu einem Hotelkomplex. | 1809                                    |                  | 20              |
| Gebäude                                    | Gebäude                                               | Laufenstraße 98 Karte                        | |                                         |                  | 170             |
| weitere Bilder                             | Gebäude                                               | Laufenstraße 110 Karte                       | Ehemaliges Gaswerk der Stadt Monschau, wurde 1858 in Betrieb genommen. Nach der Umstellung auf Erdgas im 20. Jh. wurde der Gebäudekomplex umgewidmet und umgestaltet. Die Nebengebäude wurden 1967 abgebrochen und das Hauptgebäude erhalten gelassen, das anschließend vom städtischen Bauhof übernommen und im Obergeschoss als Wohnung genutzt wurde. Heute (2024) gehört es zur Senfmühle Monschau. Der Platz, auf dem der Gaskessel stand, wurde später zu einem Busparkplatz ausgebaut. | 1858                                    |                  | 21              |
| weitere Bilder                             | Gebäude                                               | Laufenstraße 116–124 Karte                   | Teil der heutigen Senfmühle Monschau. Eingerichtet 1816 als Spinnerei, 1882 umgewandelt in eine Kunstwollfabrik, von 1896 bis 1908 wiederum umfunktioniert als Spinnerei und 1918 an den Spinnereibetrieb „F. und M. Meyer“ verkauft. 1936 Übernahme und Umbau als Senfmühle und zwischenzeitliche Produktionsstätte für Limonaden durch die Firma Breuer, die seit 1906 im Haus Rurstraße 10 eine erste Senfmühle betrieben hatte. Der Gebäudekomplex dient bis zum heutigen Tage (2024) der Familie Breuer in fünfter/sechster Generation weiterhin als Senfmühle mit angeschlossenem Verkaufsladen und dem Restaurantbetrieb „Schnabuleum“. | Anf. 19. Jh.                            |                  | 241             |
| Gebäude                                    | Gebäude                                               | Markt 1 Karte                                | |                                         |                  | 82              |
| Gebäude„Stadtkrone“                        | Gebäude „Stadtkrone“                                  | Markt 2 Karte                                | |                                         |                  | 311             |
| Gebäude„Haus Hirsch“                       | Gebäude „Haus Hirsch“                                 | Markt 3 Karte                                | erbaut von einem Grobtuchmacher als prachtvolles Bürgerhaus. Von 1816 bis 1996 diente die untere Etage unter wechselnden Besitzer als Apotheke. Der röhrende Hirsch war das Wahrzeichen des Hauses und gab der Apotheke ihren Namen. Nach der Schließung der Apotheke wurde das Haus denkmalgerecht zu einem Café und Wohnhaus umgebaut. Im Inneren des Cafés eine kunstvoll geschnitzte Eichentreppe sowie Einrichtungsgegenstände im Aachener und Lütticher Barock. | um 1780                                 |                  | 55              |
| weitere Bilder                             | Gebäude „Bellavista“                                  | Markt 4 Karte                                | |                                         |                  | 83              |
| Gebäude                                    | Gebäude                                               | Markt 6 Karte                                | |                                         |                  | 84              |
| weitere Bilder                             | Gebäude „Café Kaulard“                                | Markt 8 Karte                                | anfangs eingerichtet als Gaststätte „Trierischer Hof“, die erste der Stadt Monschau. Blieb als solche bis 1918 bestehen, bevor dann zunächst die Kreissparkasse Monschau, ab 1930 der Aachener Verein zur Beförderung der Arbeitsamkeit und ab 1930 das Katasteramt Monschau den Komplex nutzte. 1956 Übernahme durch die Familie des Konditormeisters Siegfried Kaulard, Umbau als Backstube mit weiterhin bestehendem Caféhaus und Wohnetagen. | Ende 17. / Anf. 18. Jh.                 |                  | 227             |
| Dreischartenstand der ehem. Westwallanlage | Dreischartenstand der ehem. Westwallanlage            | Mühlenhelder Weg / B 258 Karte               | |                                         |                  | 390             |
| Gebäude                                    | Gebäude                                               | Oberer Mühlenberg 1 Karte                    | |                                         |                  | 145             |
| Gebäude                                    | Gebäude                                               | Oberer Mühlenberg 3 Karte                    | |                                         |                  | 126             |
| Gebäude                                    | Gebäude                                               | Oberer Mühlenberg 5 Karte                    | |                                         |                  | 189             |
| Gebäude                                    | Gebäude                                               | Oberer Mühlenberg 7 Karte                    | |                                         |                  | 224             |
| Gebäude                                    | Gebäude                                               | Oberer Mühlenberg 9 Karte                    | |                                         |                  | 259             |
| Gebäude                                    | Gebäude                                               | Oberer Mühlenberg 11 Karte                   | |                                         |                  | 174             |
| Gebäude                                    | Gebäude                                               | Oberer Mühlenberg 13–15 Karte                | |                                         |                  | 125             |
| Gebäude                                    | Gebäude                                               | Oberer Mühlenberg 17 Karte                   | |                                         |                  | 124             |
| Gebäude                                    | Gebäude                                               | Oberer Mühlenberg 21 Karte                   | |                                         |                  | 266             |
| weitere Bilder                             | Gebäude                                               | Oberer Mühlenberg 23 Karte                   | |                                         |                  | 222             |
| Gebäude„Zum Treppchen“                     | Gebäude „Zum Treppchen“                               | Oberer Mühlenberg 2 Karte                    | zählt zu den „Armenhäusern“ der Stadt Monschau, die vor allem auf dem Mühlenberg standen und dessen Einnahmen der städtischen Armutsfürsorge dienten. Das schmale „Einfensterhaus“ gehörte anfangs der Familie Strunk und kam 1911 in Besitz der Familie Jansen, die auch das linke Fachwerkhaus Nr. 4 und das rechte Nachbarhaus an der Rurstraße erworben hatten. Die drei Häusern wurden im Inneren verbunden und in Parterre von Hausnummer 2 sowie dem rechten Eckhaus zunächst die Gaststätte Zum Treppchen eingerichtet, die später zu einem Lebensmittelladen umgerüstet wurde. Haus Nummer 2 wird derzeit nur noch als Wohngebäude genutzt. | 18. Jh.                                 |                  | 102             |
| Gebäude                                    | Gebäude                                               | Oberer Mühlenberg 4 Karte                    | „Armenhaus“ der Stadt Monschau, kam nach 1911 in den Besitz der Familie Jansen, die es im Inneren mit dem Haus Nummer 2 und dem Eckhaus zur Rurstraße verbunden hatte. Haus Nummer 4 wird bis heute ausschließlich als Wohnhaus genutzt. | 18. Jh.                                 |                  | 208             |
| Gebäude                                    | Gebäude                                               | Oberer Mühlenberg 6 Karte                    | |                                         |                  | 188             |
| Gebäude                                    | Gebäude                                               | Oberer Mühlenberg 8 Karte                    | |                                         |                  | 152             |
| Gebäude                                    | Gebäude                                               | Oberer Mühlenberg 10 Karte                   | |                                         |                  | 175             |
| Gebäude                                    | Gebäude                                               | Oberer Mühlenberg 12 Karte                   | |                                         |                  | 191             |
| Gebäude                                    | Gebäude                                               | Oberer Mühlenberg 14 Karte                   | |                                         |                  | 269             |
| Gebäude                                    | Gebäude                                               | Oberer Mühlenberg 18 Karte                   | |                                         |                  | 221             |
| Gebäude                                    | Gebäude                                               | Oberer Mühlenberg 20 Karte                   | |                                         |                  | 139             |
| Gebäude                                    | Gebäude                                               | Oberer Mühlenberg 26 Karte                   | |                                         |                  | 254             |
| weitere Bilder                             | Haller                                                | Panoramaweg Katzenberg Karte                 | durch einen Graben geschützter Wohnturm, vermutlich Teil einer älteren Befestigung und Zweitsitz der Herren von Limburg. Nutzung bis ins 18. Jh., danach zur Ruine verfallen. Wurde 1971 zum Verhüllungsprojekt des Künstlerehepaares Christo und Jeanne-Claude. | 12. Jh.                                 |                  | 16              |
| weitere Bilder                             | Gebäude Elberssches Kontorhaus                        | Rosenthal 2 Karte                            | ehemaliges Kontorhaus für die Tuchfirma Johann Heinrich Elbers (1764–1840) auf dem Elbershof (Eschbachstraße 30). Von 1895 bis 1924 Sitz der höheren Städtische Knabenschule. Anschließend private Nutzung und 1990 umfassend restauriert. Es ist neben dem Tuchschererhaus eines der beiden erhaltenen städtischen Häuser mit einer Bohlenbinderdachkonstruktion. | 1807–1810                               |                  | 113             |
| Gebäude                                    | Gebäude                                               | Rosenthal 3 Karte                            | ehemalige Grundschule Monschaus, zwischenzeitlich als Flüchtlingsunterkunft geplant, mittlerweile (2024) jedoch unbewohnbar und restaurierungsbedürftig. |                                         |                  | 22              |
| weitere Bilder                             | Gebäude „Scheiblerfabrik Rosenthal“                   | Rosenthal 8 Karte                            | ehemaliges Kessel- und Maschinenhaus, massiv errichtetes Gebäude aus Bruchstein als Teil des Fabrikkomplexes von Johann Heinrich Scheibler, um 1900 wesentlich verändert und verkleinert. 1908 wurde die Scheiblersche Fabrik als letzte Monschauer Tuchfabrik geschlossen, der hohe Schornstein des Maschinenhaus abgerissen und das Gebäude zu Lagerräumen umgebaut. | 1858                                    |                  | 63              |
| Gebäude„Schmitzensbau“                     | Gebäude „Schmitzensbau“                               | Rosenthal 9 Karte                            | erbaut für die Webmanufaktur der Firma „Peter Schmitz und Söhne“ mit Hauptsitz auf dem Schmitzenhof, diente unter wechselnden Besitzern bis Ende des 19. Jh. als Tuchfabrikationsstätte. Seit 1906 im Besitz der Familie Roscheda wurde der Gebäudekomplex denkmalgerecht saniert und zu einem Ferienhaus mit dem Namen „Weberwinkel“ umgebaut. | um 1800                                 |                  | 255             |
| weitere Bilder                             | Gebäude „Scheiblerfabrik Rosenthal“                   | Rosenthal 13 Karte                           | massiv errichtetes Gebäude aus Bruchstein als Teil des Fabrikkomplexes von Johann Heinrich Scheibler, um 1900 wesentlich verändert und verkleinert. 1908 wurde die Scheiblersche Fabrik als letzte Monschauer Tuchfabrik geschlossen und das Gebäude zu Wohnzwecken und Ferienwohnungen umgebaut. | 1840                                    |                  | 319             |
| weitere Bilder                             | Industriegebäude „Scheiblerfabrik Rosenthal“          | Rosenthal 15–19 Karte                        | ehemalige Walkmühle, massiv errichtetes Gebäude aus Bruchstein im unteren und Fachwerk im oberen Bereich als Teil des Fabrikkomplexes von Johann Heinrich Scheibler, um 1900 wesentlich verändert und verkleinert. 1908 wurde die Scheiblersche Fabrik als letzte Monschauer Tuchfabrik geschlossen und der Gebäudekomplex zu Wohnzwecken und Ferienwohnungen umgebaut. Im Kellerbereich befindet sich noch eine erhaltene Francis-Turbine, die von 1921 bis 1966 elektrische Energie für die Scheiblersche Kunstwollfabrik in Dreistegen lieferte und den Überschuss ins öffentliche Netz einspeiste. | 1773                                    |                  | 318             |
| weitere Bilder                             | Brücke vor der evangel. Kirche                        | Rurstraße Karte                              | errichtet durch die evangelische Kirchengemeinde unter Zuhilfenahme von Spenden aus der Bevölkerung. | 1861                                    |                  | 64              |
| Gebäude„Haus Christoffel“                  | Gebäude „Haus Christoffel“                            | Rurstraße 1 Karte                            | Ursprünglicher Standort des Geburtshauses des Mathematikers Elwin Bruno Christoffel, brannte am 21 August 1835 vollständig nieder. Familie Johann Strunk übernahm 1836 das Areal und errichtete dort Stallungen, die 1908/1909 von der neuen Besitzerfamilie Dalmisch in ein stattliches Wohngebäude umgebaut wurden. Weiterhin mehrere Besitzerwechsel, zuletzt seit 2017 ein Besitz eines Investors, eingerichtet als Wohngebäude mit Geschäftsräumen in Parterre. | 1836                                    |                  | 210             |
| Gebäude„Schmitzenhof“                      | Gebäude „Schmitzenhof“                                | Rurstraße 2 Karte                            | Teil des Textilwerks „Peter Schmitz & Söhne“, dessen ältere Werksbauten teilweise noch aus dem 17. Jh. stammen und auf den Tuchfabrikanten Arnold Schmitz (1675–1849) zurückgehen. Alle Werksbauten sind um einen Innenhof gruppiert. Zweigeschossige und dreiachsiges Fachwerkgebäude, rückwärtiger Wollspülkanal, später fester geschieferter Mühlengraben. | vor 1765                                |                  | 349             |
| Gebäude                                    | Gebäude                                               | Rurstraße 3 Karte                            | |                                         |                  | 105             |
| Gebäude„Schmitzenhof“                      | Gebäude „Schmitzenhof“                                | Rurstraße 4 Karte                            | Teil des Textilwerks „Peter Schmitz & Söhne“, dessen ältere Werksbauten teilweise noch aus dem 17. Jh. stammen und auf den Tuchfabrikanten Arnold Schmitz (1675–1849) zurückgehen. Alle Werksbauten sind um einen Innenhof gruppiert. Dreigeschossiges zweiachsiges Fachwerkgebäude mit straßenseitigem Giebel und breiten Fensterreihen als Teil des Textilwerks „Peter Schmitz & Söhne“. | um 1765                                 |                  | 69              |
| Gebäude„Schmitzenhof“                      | Gebäude „Schmitzenhof“                                | Rurstraße 6 Karte                            | Teil des Textilwerks „Peter Schmitz & Söhne“, dessen ältere Werksbauten teilweise noch aus dem 17. Jh. stammen und auf den Tuchfabrikanten Arnold Schmitz (1675–1849) zurückgehen. Alle Werksbauten sind um einen Innenhof gruppiert. Dreigeschossiges und dreiachsiges Fachwerkgebäude mit straßenseitigem Giebel und breiten Fensterreihen | um 1756                                 |                  | 70              |
| GebäudeAchtergebäude„Schmitzenhof“         | Gebäude Achtergebäude „Schmitzenhof“                  | Rurstraße 6a Karte                           | Teil des Textilwerks „Peter Schmitz & Söhne“, dessen ältere Werksbauten teilweise noch aus dem 17. Jh. stammen und auf den Tuchfabrikanten Arnold Schmitz (1675–1849) zurückgehen. Alle Werksbauten sind um einen Innenhof gruppiert. Nachträglich erbautes Spinnereigebäude der Familie Friedrich Jakob (1774–1834) und Ernst Scheibler (1769–1822). Zweigeschossiges Gebäude mit hohen Kellergeschoss und einem zweistufigen Mansard-Satteldach. Keller und vierachsiges Erdgeschoss in Bruchsteinmauerwerk errichtet und mit Stichbogenfenstern in Blausteinumrahmungen ausgestattet. Dreiachsiges Obergeschoss mit Holz verschalt. Dreiachsiges Mansarddach mit Dachgauben, deren mittlere zur Hofseite hin vergrößert ist und als Ladeluke diente. Rückwärtiger Wollspülkanal, später fester geschieferter Mühlengraben. | 1804                                    |                  | 71              |
| Gebäude„Schmitzenhof“                      | Gebäude „Schmitzenhof“                                | Rurstraße 8 Karte                            | Teil des Textilwerks „Peter Schmitz & Söhne“, dessen ältere Werksbauten teilweise noch aus dem 17. Jh. stammen und auf den Tuchfabrikanten Arnold Schmitz (1675–1849) zurückgehen. Alle Werksbauten sind um einen Innenhof gruppiert. Dreigeschossiges und dreiachsiges Fachwerkgebäude. Haus-Nr. 8 und 10 bilden einen gemeinsamen Häuserblock und weisen einen hohen dreigeschossigen Kreuzgiebel vor. Rückwärtiger Wollspülkanal entlang der Rur, später fester geschieferter Mühlengraben. | um 1756                                 |                  |                 |
| weitere Bilder                             | Gebäude „Weekend“                                     | Rurstraße 9 Karte                            | |                                         |                  | 89              |
| weitere Bilder                             | Gebäude „Schmitzenhof“                                | Rurstraße 10 Karte                           | Hauptsitz des Textilwerks „Peter Schmitz & Söhne“, dessen ältere Werksbauten teilweise noch aus dem 17. Jh. stammen und auf den Tuchfabrikanten Arnold Schmitz (1675–1849) zurückgehen. Alle Werksbauten sind um einen Innenhof gruppiert. Dreigeschossiges mehrachsiges Fachwerkgebäude mit mehreren Anbauten aus späterer Zeit. Haus-Nr. 8 und 10 bilden einen gemeinsamen Häuserblock und weisen einen hohen dreigeschossigen Kreuzgiebel vor. Alle Werksbauten sind um einen Innenhof gruppiert. Rückwärtiger Wollspülkanal entlang der Rur, später fester geschieferter Mühlengraben. 1812 Bau eines eingeschossigen „Radhauses“ mit Flachdach. Textilwerk wurde bis 1888 von der Familie Nickel betrieben, ab 1908 Übernahme durch den Senffabrikanten Clemens August Breuer, der das Gebäudeensemble bis zu seinem Umzug 1952 in die Laufenstraße für seine Monschauer Senfmühle nutzte. Er tauschte 1908 das marode hölzerne Wasserrad durch ein eisernes aus, das heute noch zu sehen ist. Nach 1952 Umbau zu Wohneinheiten mit Ladenlokalen. | vor 1765                                |                  | 58              |
| Gebäude                                    | Gebäude                                               | Rurstraße 12 Karte                           | Baujahr 1723 ist nicht gesichert, sondern lediglich zugeschrieben. Gebäude seit 1866 genutzt als Eisenwarengeschäft und 1926 umgebaut zur ersten Tankstelle Monschaus. Nach deren Schließung in den 1960er-Jahren eingerichtet als Wohnhaus mit Zeitungs- und Andenkenladen, später Modegeschäft. | um 1723                                 |                  | 199             |
| weitere Bilder                             | Gebäude „Hotel Horchem“                               | Rurstraße 14 Karte                           | anfangs nach dem ersten Besitzer Hotel Groß genannt, kam es 1866 durch die Heirat von Pauline Groß mit Friedrich Wilhelm Horchem in den Besitz der Familie Horchem und heißt seitdem Hotel Horchem. Ursprünglich drei Einzelgebäude mit unterschiedlichen Nutzungen und verschiedenen Besitzern, zwischenzeitlich von 1944 bis 1955 zunächst von den amerikanischen und später den belgischen Alliierten in Beschlag genommen. Danach Grundsanierung durch den Hotelier Brenkle und als „Kurhotel Rotisserie Horchem“ zum ersten Haus am Platze geführt. Seitdem wurde der Gebäudekomplex mehrfach saniert und in den Einzeltrakten erneut umfunktioniert. | vor 1849                                |                  | 138; 138; 317   |
| weitere Bilder                             | Gebäude „Gelbes Haus“ „Neues Evangelisches Pfarrhaus“ | Rurstraße 18 Karte                           | gleicher Gebäudekomplex wie Laufenstraße 2–4; anfangs Produktionsstätte für Tuchmacherfamilien, später im 18. Jh. (belegt 1794) umfassend umstrukturiert und als repräsentatives Wohnhaus umgebaut, Eckhaus Laufenstraße Nr. 2/Rurstraße 18 wurde ab 1844 als neues evangelisches Pfarrhaus eingerichtet, nachdem das alte Pfarrhaus Kirchstraße 1 verkauft worden war. | Anf. 17. Jh.                            |                  | 393             |
| Gebäude                                    | Gebäude                                               | Schaufenberg 1 Karte                         | |                                         |                  | 204             |
| Gebäude                                    | Gebäude                                               | Schaufenberg 2 Karte                         | |                                         |                  | 238             |
| Gebäude                                    | Gebäude                                               | Schaufenberg 3 Karte                         | |                                         |                  | 158             |
| Gebäude                                    | Gebäude                                               | Schaufenberg 4 Karte                         | |                                         |                  | 161             |
| Gebäude                                    | Gebäude                                               | Schaufenberg 7 Karte                         | |                                         |                  | 150             |
| Gebäudelinker Trakt                        | Gebäude linker Trakt                                  | Schaufenberg 9 Karte                         | |                                         |                  | 162             |
| Gebäuderechter Trakt                       | Gebäude rechter Trakt                                 | Schaufenberg 11 Karte                        | |                                         |                  | 214             |
| Gebäude„Bongert“                           | Gebäude „Bongert“                                     | Schlossberg 2 Karte                          | erbaut für den Tuchfabrikanten Matthias Schlösser (1719–1785) sowohl in Bruchstein als auch in Fachwerk, das durch eine Holzverkleidung verdeckt ist. Der Bongert (Baumgarten) wurde bis ca. 1840 als Produktionsstätte genutzt. Nach der Fabrikaufgabe grundlegender Umbau und von 1870 bis 1910 Nutzung als Kreisgefängnis danach als städtisches Gefängnis. Ein Teil des Gebäudes diente dabei als Schlafsaal für Fabrikarbeiterinnen. Anschließend wurde es mit Unterbrechungen bis 1956 als Alumnat (Internat) für das Städtische Gymnasium eingerichtet, bevor es schließlich zu einem reinen Wohngebäude umfunktioniert wurde. | 1776                                    |                  | 65              |
| Pavillon (ehem. Wachhäuschen) und Wohnhaus | Pavillon (ehem. Wachhäuschen) und Wohnhaus            | Schlossberg 6 Karte                          | |                                         |                  | 76              |
| Gebäude                                    | Gebäude                                               | Schlosskehr 2 Karte                          | |                                         |                  | 345             |
| Gebäude                                    | Gebäude                                               | Schlosskehr 6 Karte                          | |                                         |                  | 193             |
| Trockenbruchsteinmauer                     | Trockenbruchsteinmauer                                | Schlosskehr 9 Karte                          | |                                         |                  | 386             |
| Ehem. Scheibler’sche Gärten                | Ehem. Scheibler’sche Gärten                           | „Sonntagsley“ Karte                          | |                                         |                  | 257             |
| weitere Bilder                             | Pauls’sches Haus                                      | Stadtstraße 1–3 Karte                        | repräsentatives Doppelhaus im Rokokostil mit zwei Eingängen, einem auffällig geschwungenem Giebel und einem angebauten Eckturm. Über beiden Haustüren befindet das Hauszeichen mit einem goldenen Widder, dem Symbol der Familie Scheibler. Das Gebäude wurde in der zweiten Hälfte des 18. Jh. von Paul Christoph Scheibler (1726–1797) erbaut und 1824 von der Familie Pauls erworben, in deren Besitz es bis 1907 blieb. Seit 1921 ist es in städtischem Besitz. | 2. Hälfte 18. Jh.                       |                  | 25              |
| Gebäude                                    | Gebäude                                               | Stadtstraße 5 Karte                          | |                                         |                  | 123             |
| Gebäude„Alte Herrlichkeit“                 | Gebäude „Alte Herrlichkeit“                           | Stadtstraße 7 Karte                          | erbaut vor 1799, seitdem es einen lückenlosen Besitzernachweis für dieses Haus gibt. Seit dem 18. Jh. eingerichtet als Hotel, nach 2018 nur noch als einfacher Restaurantbetrieb mit Wohneinheiten. | 18. Jh.                                 |                  | 98              |
| Gebäude                                    | Gebäude                                               | Stadtstraße 9 Karte                          | Fachwerkhaus auf massivem Bruchsteinkeller, Kellergeschoss mit zwei Zugängen zur Stadtstraße und einem zur Rur. Erstmals 1747 erwähnt fungierte es als Wohn- und Geschäftshaus. Nach Anbau einer Druckereiwerkstatt im Jahr 1903 Nutzung der Geschäftsräume für die Papier- und Schreibwarenhandlung Johann Georg Salzburg, den Mitbegründer und Verleger des Monschauer Volksblattes, und ab 1951 für die Druckerei Peters, die diese bis 1967 betrieb. Heute (2024) Geschäftshaus mit Ferienwohnungen. | 18. Jh.                                 |                  | 3               |
| Gebäude                                    | Gebäude                                               | Stadtstraße 11 Karte                         | |                                         |                  | 8               |
| Gebäude                                    | Gebäude                                               | Stadtstraße 13 Karte                         | |                                         |                  | 310             |
| Gebäude                                    | Gebäude                                               | Stadtstraße 17 Karte                         | |                                         |                  | 276             |
| Gebäude                                    | Gebäude                                               | Stadtstraße 19 Karte                         | |                                         |                  | 101             |
| Gebäude                                    | Gebäude                                               | Stadtstraße 21 Karte                         | |                                         |                  | 173             |
| Gebäude                                    | Gebäude                                               | Stadtstraße 23 Karte                         | |                                         |                  | 121             |
| Gebäude                                    | Gebäude                                               | Stadtstraße 25 Karte                         | |                                         |                  | 243             |
| Gebäude„Lütticher Hof“                     | Gebäude „Lütticher Hof“                               | Stadtstraße 27–29 Karte                      | |                                         |                  | 219             |
| Gebäude                                    | Gebäude                                               | Stadtstraße 31 Karte                         | |                                         |                  | 261             |
| Gebäude                                    | Gebäude                                               | Stadtstraße 33 Karte                         | |                                         |                  | 396             |
| Gebäude                                    | Gebäude                                               | Stadtstraße 39 Karte                         | |                                         |                  | 268             |
| Gebäude                                    | Gebäude                                               | Stadtstraße 41 Karte                         | |                                         |                  | 95              |
| Gebäude                                    | Gebäude                                               | Stadtstraße 43 Karte                         | |                                         |                  | 198             |
| Gebäude                                    | Gebäude                                               | Stadtstraße 45 Karte                         | |                                         |                  | 211             |
| Gebäude                                    | Gebäude                                               | Stadtstraße 47 Karte                         | |                                         |                  | 114             |
| Gebäude                                    | Gebäude                                               | Stadtstraße 49 Karte                         | |                                         |                  | 104             |
| Gebäude                                    | Gebäude                                               | Stadtstraße 51 Karte                         | |                                         |                  | 122             |
| Gebäude                                    | Gebäude                                               | Stadtstraße 53 Karte                         | |                                         |                  | 194             |
| Gebäude                                    | Gebäude                                               | Stadtstraße 55 Karte                         | |                                         |                  | 7               |
| Gebäude                                    | Gebäude                                               | Stadtstraße 57 Karte                         | |                                         |                  | 116             |
| Gebäude                                    | Gebäude                                               | Stadtstraße 59 Karte                         | |                                         |                  | 146             |
| weitere Bilder                             | Gebäude „Hotel Royal“                                 | Stadtstraße 6 Karte                          | |                                         |                  | 110             |
| weitere Bilder                             | Gebäude „Eifeler Hof“                                 | Stadtstraße 10 Karte                         | |                                         |                  | 278             |
| Gebäude                                    | Gebäude                                               | Stadtstraße 12 Karte                         | |                                         |                  | 275             |
| Gebäude                                    | Gebäude                                               | Stadtstraße 14 Karte                         | |                                         |                  | 277             |
| weitere Bilder                             | Gebäude                                               | Stadtstraße 20 Karte                         | |                                         |                  | 192             |
| Gebäude                                    | Gebäude                                               | Stadtstraße 22 Karte                         | |                                         |                  | 195             |
| Trockenbruchsteinmauer                     | Trockenbruchsteinmauer                                | Stehlings Karte                              | |                                         |                  | 306             |
| weitere Bilder                             | Gebäude „Kolpinghaus Monschau“                        | Stehlings 1 Karte                            | ehemaliges Fabrikationsgebäude der „Weberei und Tuchschererei Scheibler & Orth“, erbaut durch Paul Scheibler (1726–1797) und seinen Schwiegersohn Günther Orth (1750–1824). Zweigeschossiges Gebäude aus massivem Bruchstein mit zahlreichen mit Blaustein eingefasste Rundbogenfenster. Um 1900 wurde das Gebäude vom Kolpingwerk aufgekauft und befindet sich heute im Besitz der Kolpingfamilie Monschau e. V | 1778                                    |                  | 6               |
| Gebäude                                    | Gebäude                                               | Stehlings 2–4 Karte                          | |                                         |                  | 68              |
| Gebäude                                    | Gebäude                                               | Stehlings 6 Karte                            | |                                         |                  | 165             |
| Gebäude„Haus Förster“                      | Gebäude „Haus Förster“                                | Stehlings 8 Karte                            | erbaut von dem Tuchfabrikanten Matthias Strunck als Wohn- und Geschäftshaus. 1826 durch Brand zerstört und in altem Stil wiederaufgebaut. Seit den 1850er Jahren beherbergte das Gebäude diverse öffentliche Einrichtungen, darunter ab 1857 das Monschauer Friedensgericht, später von 1908 bis 1919 die „Spar‐ und Darlehnskasse des Kreises Montjoie“. Nach 1945 erwarb der Sparkassendirektor Ewald Förster das Haus, weswegen es seinen Namen erhielt. Unter neuen Besitzern seit 2008 Umbau zu einem Hotel und ab 2018 zu einem Mietshaus mit Ferienwohnungen. | 1782                                    |                  | 61              |
| Gebäude                                    | Gebäude                                               | Stehlings 10 Karte                           | fiel 1826 den Flammen zum Opfer und wurde erst in den Jahren 1925/1926 im alten Stil neu aufgebaut. | 18. Jh.                                 |                  | 187             |
| Gebäude„Piänchen“                          | Gebäude „Piänchen“                                    | Stehlings 12 Karte                           | erbaut als Wohnhaus von dem Tuchfabrikanten Matthias Schlösser. 1887 Übernahme durch Wilhelm Richard Piana, der dort eine Schankwirtschaft einrichtete, die bis 2010 bestand, danach ausschließlich Wohnhaus. Besonderheit ist die reich gezierte Haustüre aus Eiche, auf der Allegorien des Todes zu sehen sind: das Stundenglas mit Flügeln, eine Grabschaufel, die Sense eines Sensenmanns, die Todesfackel, sowie eine Krone und einen Kranz. | Ende 18. Jh.                            |                  | 155             |
| Gebäude                                    | Gebäude                                               | Stehlings 14 Karte                           | |                                         |                  | 48              |
| Gebäude                                    | Gebäude                                               | Stehlings 16 Karte                           | |                                         |                  | 160             |
| Gebäude                                    | Gebäude                                               | St. Vither Straße 3 Karte                    | Ehemalige Lumpenfabrik |                                         |                  | 159             |
| Gebäude                                    | Gebäude                                               | St. Vither Straße 2–4 Karte                  | |                                         |                  | 209             |
| weitere Bilder                             | Gebäude Ehemaliges Brauerei-Museum Felsenkeller       | St. Vither Straße 6–8 Karte                  | |                                         |                  | 209             |
| Gebäude                                    | Gebäude                                               | St. Vither Straße 10–12 Karte                | |                                         |                  | 225             |
| Gebäude                                    | Gebäude                                               | St. Vither Straße 14 Karte                   | |                                         |                  | 154             |
| weitere Bilder                             | Ave-Maria-Kapelle                                     | Unterer Kalk Karte                           | errichtet von einer Bürgergemeinschaft; kleiner rechteckiger Bruchsteinbau mit Satteldach, an der Frontseite rundbogig offen | 1911                                    |                  | 250             |
| Wegekreuz                                  | Wegekreuz                                             | Unterer Kalk 13 Karte                        | |                                         |                  | 24              |
| Gebäude                                    | Gebäude                                               | Unterer Mühlenberg 1 Karte                   | |                                         |                  | 176             |
| Gebäude                                    | Gebäude                                               | Unterer Mühlenberg 2 Karte                   | |                                         |                  | 2               |
| Gebäude                                    | Gebäude                                               | Unterer Mühlenberg 3 Karte                   | |                                         |                  | 228             |
| Gebäude                                    | Gebäude                                               | Unterer Mühlenberg 6 Karte                   | |                                         |                  | 231             |
| Gebäude                                    | Gebäude                                               | Unterer Mühlenberg 7 Karte                   | |                                         |                  | 172             |
| Gebäude                                    | Gebäude                                               | Unterer Mühlenberg 8 Karte                   | |                                         |                  | 260             |
| Gebäude                                    | Gebäude                                               | Unterer Mühlenberg 9 Karte                   | |                                         |                  | 108             |
| Gebäude                                    | Gebäude                                               | Unterer Mühlenberg 15 Karte                  | |                                         |                  | 233             |
| Gebäude                                    | Gebäude                                               | Unterer Mühlenberg 17 Karte                  | |                                         |                  | 181             |
| Gebäude                                    | Gebäude                                               | Unterer Mühlenberg 19 Karte                  | |                                         |                  | 263             |
| Gebäude                                    | Gebäude                                               | Unterer Mühlenberg 25 Karte                  | |                                         |                  | 262             |
| Gebäude                                    | Gebäude                                               | Unterer Mühlenberg 21 Karte                  | |                                         |                  | 232             |
| Gebäude                                    | Gebäude                                               | Unterer Mühlenberg 27 Karte                  | |                                         |                  | 118             |
| Gebäude                                    | Gebäude                                               | Unterer Mühlenberg 29 Karte                  | |                                         |                  | 133             |
| Gebäude                                    | Gebäude                                               | Unterer Mühlenberg 31 Karte                  | |                                         |                  | 166             |
| Friedhof                                   | Friedhof                                              | Unterer Mühlenberg/Kierberg Karte            | |                                         |                  | 302             |
| Panzerbefestigung der ehem. Westwallanlage | Panzerbefestigung der ehem. Westwallanlage            | Zwischen Hargard und Imgenbroich             | |                                         |                  | 394             |